# Маргарета фон Клеве (Тюрингия)
Вижте пояснителната страница за други личности с името Маргарета фон Клеве.
Маргарета фон Клеве (на немски: Margarethe von Kleve, † сл. 1186) от Клеве е чрез женитба ландграфиня на Тюрингия.
Тя е дъщеря на граф Дитрих II/IV (1125 – 1172) от Клеве и съпругата му Аделхайд фон Зулцбах (1140 – 1189).
Маргарета се омъжва през 1174 г. за Лудвиг III Благочестиви (1151/1152 – 1190) ландграф на Тюрингия от фамилията Лудовинги. Те се развеждат през 1186 г. заради близко родство. Двамата имат дъщеря:
- Юта († 6 септември 1208/1216), омъжена пр. 1190 г. за Дитрих от Ветин, граф на Зомершенбург и Гройч († 13 юни 1207), син на Дедо V от Ветин